# Josep Bové i Obradors
Josep Bové i Obradors (Manresa, 27 d'abril del 1872 – Terrassa, 22 de juliol del 1936) fou un sacerdot escolapi, compositor i cal·ligraf català 

## Biografia
Cursà els estudis primaris a Manresa i els seus pares l'enviaren intern al Real Colegio Tarrasense per a cursar-hi el batxillerat. La família es traslladà el 1885 a Barcelona i Josep deixà Terrassa i amb tretze anys ingressà a l'Escola Pia de Sant Antoni per acabar-hi el batxillerat. Demanà entrar a l'Escola Pia. Vestí la sotana a Moià el 19 de setembre de 1886 i hi professà el 15 d'agost de 1888. En professar es canvià el nom de pila, Josep, pel de Marc, però després sempre tornà a emprar el de Josep. Va fer la carrera eclesiàstica a les cases centrals d'estudis d'Iratxe i de San Pedro de Cardeña. Rebé l'ordenació sacerdotal el 1896.
Des de 1893 es dedicà a l'ensenyament en els col·legis de Sant Antoni de Barcelona (1893-194), Sarrià (1894-1895, 1901-1909), Calassanci de Barcelona (1895-1901, 1910-1916, 1919-1925), Nostra Senyora de Barcelona (1909-1910, 1916-1919) i Terrassa (1925-1936). Va ser rector del Calassanci (1919-1925) i redistribuí les dependències de la casa, adequant les habitacions de la comunitat al pis superior obertes als carrers de la Plata i de la Mercè: així quedaren separades de les aules. A Terrassa va ser director del pupil·latge des de 1928. Impartí classes de batxillerat i sobretot de comerç.
Era molt bon cal·lígraf però no coneixem cap obra seva. També va compondre cançonetes per a les escoles; no era un entès en la composició i per això ho feia corregir pel professor del col·legi, però mostren l'interès perquè els alumnes tinguessin cançons apropiades a les seves edats. Responia a la renovació pedagògica promoguda per l'escola nova.
El juliol de 1936 el pare rector de l'escola de Terrassa havia començat les vacances i el pare Josep havia quedat com a superior de la casa. Va ser l'últim en abandonar el col·legi. Es refugià en una família del carrer de Sant Domènec davant del col·legi; uns veïns el denunciaren i va ser assassinat.

## Obres
- "A Jesús Sacramentado". Música: Josep Bové; lletra: P. A. En: Ave Maria [Escola Pia de Catalunya] (Barcelona febrer 1926), núm. 288, pàg. 12.
- "A la Verge d'una ferreria". Música: Josep Bové; lletra: F. Graugés. En: Ave Maria [Escola Pia de Catalunya] (Barcelona gener 1928), núm. 311, pàg. 18-19.
- "A la Verge Inmaculada". Música: Josep Bové; lletra: J. Martí Aparici. En: Ave Maria [Escola Pia de Catalunya] (Barcelona desembre 1928), núm. 322, pàg. 4.
- "A María Inmaculada". Música: Josep Bové; lletra: A. de S. En: Ave Maria [Escola Pia de Catalunya] (Barcelona desembre 1926), núm. 298, pàg. 10.
- "A Ntra. Sra. de las Escuelas Pías: «Fuisteis hermosa María…»" Música: Josep Bové. Manuscrit. Arxiu Provincial de l'Escola Pia de Catalunya. APEPC: 08-10 / caixa 36, núm. 48.
- "A Nuestra Señora de las Escuelas Pías y al Santo Ángel Custodio: «Verge de l'Escola Pia…»" Música: Josep Bové; lletra: Rafael Oliver i Batlle. Manuscrit. APEPC: 08-10 / caixa 36, núm. 46.
- "A San José / A Sant Josep". Música: Josep Bové; lletra: F. J. En: Ave Maria [Escola Pia de Catalunya] (Barcelona febrer 1925), núm. 277, pàg. 27-29.
- "Ametller florit". Música: Josep Bové; lletra: R. Blassi Rabassa. En: Ave Maria' [Escola Pia de Catalunya] (Barcelona gener 1929), núm. 232, pàg. 34-35.
- "Cançó de bressol". Música: Josep Bové; lletra: J. Burgas. En: Ave Maria [Escola Pia de Catalunya] (Barcelona gener 1927), núm. 299, pàg. 8
- "Cant d'amor". Música: Josep Bové; lletra: Jacint Verdaguer. En Ave Maria [Escola Pia de Catalunya] (Barcelona juny 1926), núm. 292, pàg. 24.
- "Cogiendo violetas / Collint violetes." Música: Josep Bové; lletra: J. Figueras. En: Ave Maria [Escola Pia de Catalunya] (Barcelona maig 1925), núm. 280, pàg. 22-24.
- "Comunió." Música: Josep Bové; lletra: F. Aguilló i Vidal. En: Ave Maria [Escola Pia de Catalunya] (Barcelona juny 1928), núm. 316, pàg. 10.
- "El cirerer de l'horta". Música: Josep Bové; lletra M. A. En: Ave Maria [Escola Pia de Catalunya] (Barcelona maig 1928), núm. 315, pàg. 3.
- "El pastor." Música: Josep Bové; lletra: R. T. B. En: Ave Maria [Escola Pia de Catalunya] (Barcelona octubre 1926), núm. 296, pàg. 5.
- "El patriarca San José. Oración". Música. Josep Bové; lletra: J. Figueras. En: Ave Maria [Escola Pia de Catalunya] (Barcelona març 1926), núm. 289, pàg. 19.
- "El Santo Nombre de Jesús." Música i acompanyament: Josep Bové; lletra Jacint Verdaguer. En: Ave Maria [Escola Pia de Catalunya] (Barcelona gener 1926), núm. 287, pàg. 9. Manuscrit. APEPC: 08-10 / caixa 36, núm. 86.
- "En la escuela de Nazaret". Música: Josep Bové; lletra: Joan Tomàs i Cruzat. En: Ave Maria [Escola Pia de Catalunya] (Barcelona abril 1928), núm. 314, pàg. 6-7.
- "Flor de las cumbres / Flor dels cims." Música: Josep Bové; lletra: F. L. O. F. O. En: Ave Maria [Escola Pia de Catalunya] (Barcelona abril 1925), núm. 279, pàg. 30-32.
- "Himno de la Congregación de Nuestra Señora de las Escuelas Pías y del Santo Ángel". Música: Josep Bové; lletra: Jaume Català i Comas. En: Ave Maria [Escola Pia de Catalunya] (Barcelona 15 maig 1907), núm. 12; pàg. 10; (1 juny 1907), núm. 13, pàg. 15. Manuscrit. APEPC: 08-10 / caixa 31, núm. 71.
- "Jugant a cavallets." Música: Josep Bové; lletra: I. Castells. En: Ave Maria [Escola Pia de Catalunya] (Barcelona juliol 1926), núm. 293, pàg. 7.
- "L'ametller florit". Música: Josep Bové; lletra. J. Duran Veciana. En: Ave Maria [Escola Pia de Catalunya] (Barcelona Febrer 1927), núm. 300, pàg. 12.
- "L'àvia." Música: Josep Bové; lletra: Isidre Iglesias. En Ave Maria [Escola Pia de Catalunya] (Barcelona agost 1926), núm. 294, pàg. 28.
- "L'infant perdut / El niño perdido." Música: Josep Bové; lletra: Isidro Castells. En: Ave Maria [Escola Pia de Catalunya] (Barcelona febrer 1925), núm. 277, pàg. 26-30.
- "Les veles". Música: Josep Bové; lletra: Apel·les Mestres. En: Ave Maria [Escola Pia de Catalunya] (Barcelona octubre 1928), núm. 320, pàg. 10.
- "Oració d'amor. A l'infant Jesús / Oración de amor. Al niño Jesús". Música Josep Bové; lletra: J. Figueras. En: Ave Maria [Escola Pia de Catalunya] (Barcelona gener 1925), núm. 276, pàg. 27-30.
- "Pregària del Bon Mot." Música: Josep Bové; lletra: Antònia Salvà. En: Ave Maria [Escola Pia de Catalunya] (Barcelona desembre 1925), núm. 286, pàg. 15
- "Sant Jordi." Música: Josep Bové; lletra: Lluís Tintoré i Mercader. Manuscrit. APEPC: 08-10 / caixa 23, núm. 32.
- "Trinitaria". Música i acompanyament: Josep Bové; lletra: Jacint Verdaguer. En Ave Maria [Escola Pia de Catalunya] (Barcelona abril 1926), núm. 290, pàg. 21. Manuscrit a APEPC: 08-10 / caixa 36, núm. 87.
- "Última luz." Música: Josep Bové; lletra: V. Camacho. En: Ave Maria [Escola Pia de Catalunya] (Barcelona agost 1927), núm. 306, pàg. 20-21.
- "Voz de María / Veu de Maria". Música: Josep Bové; lletra: Jacint Verdaguer. Manuscrit. APEPC: 08-10 / caixa 5, núm. 2.